# Algathia metuta
Algathia metuta là một loài tò vò trong họ Ichneumonidae.